# César Aboud
César Alexandre Aboud, ou simplesmente César Aboud, nasceu na cidade de Cruzeiro do Sul, em 23 de fevereiro de 1910. Filho de Júlia Drubi e de Alexandre Aboud. Aos dois anos, sua família muda-se para São Luís. Com o falecimento do pai, Alexandre Aboud, a família muda-se para Buenos Aires, em 1920. Em 1922 a família volta a São Luís.
Na adolescência fez parte do Esporte Clube Sírio, formado à base de descendentes libaneses, do qual foi dirigente e jogador. Anos mais tarde, depois de liderar uma dissidência do Sírio, fez-se técnico do Maranhão Atlético Clube.
Em 1937, César Aboud fundou o Moto Club, tendo sido seu presidente por 15 anos. Procedeu mudanças no clube, começando pela camisa, que mudou a cor, de verde e branca para vermelha e preta por causa do Clube de Regatas do Flamengo. Reestruturou o clube, ampliou o quadro associativo, criou os departamento de basquetebol, futebol e voleibol.
Sob sua gestão, o Moto viveu um período de muitas vitórias, sobretudo o campeonato maranhense de 1944, 1945 e 1946.
Foi ainda deputado pelo estado do Maranhão.
No dia 5 de setembro de 2012, César Alexandre Aboud recebeu postumamente a Medalha Comemorativa do Quarto Centenário de São Luís da Assembleia Legislativa do Maranhão, concedida às 400 pessoas que contribuíram ao desenvolvimento de São Luís no últimos 50 anos.